# Clara Schulte
Clara Schulte, geborene Clara Ebert (* 12. Oktober 1888 in Bütow, Pommern; † nach 1946), war eine deutsche Schriftstellerin.
Clara heiratete 1917 den Wirtschaftsjuristen Eduard Schulte, die Trennung erfolgte 1946. Im Jahre 1936 veröffentlichte sie eine Biographie über die britische Schriftstellerin Charlotte Brontë.

## Werke
- Genie im Schatten. Das Leben der Charlotte Brontë. Jefs, Dresden 1936.
- Das Haus am Ring. Stubenrauch, Berlin 1941.
- Der Ritter mit dem Drachen. Ein Nettelbeckroman. Stubenrauch, Berlin 1943.

| Personendaten    | Personendaten              |
| ---------------- | -------------------------- |
| NAME             | Schulte, Clara             |
| ALTERNATIVNAMEN  | Ebert, Clara (Geburtsname) |
| KURZBESCHREIBUNG | deutsche Schriftstellerin  |
| GEBURTSDATUM     | 12. Oktober 1888           |
| GEBURTSORT       | Bütow, Pommern             |
| STERBEDATUM      | nach 1946                  |